# Andrena asiatica
Andrena asiatica är en biart som beskrevs av Heinrich Friese 1921. Andrena asiatica ingår i släktet sandbin, och familjen grävbin. Inga underarter finns listade i Catalogue of Life.